# Colon (Michigan)
Colon è un villaggio degli Stati Uniti d'America della contea di St. Joseph nello Stato del Michigan. La popolazione era di 1,173 persone al censimento del 2010. Il villaggio si trova all'interno della Colon Township. Il villaggio prende il nome dalla città di Colón, in Panama.

## Storia
Colon è stata intrecciata nel 1844. È stata incorporata come villaggio nel 1904.

## Geografia fisica
Secondo lo United States Census Bureau, ha un'area totale di 1,73 miglia quadrate (4,48 km²).

## Società

### Evoluzione demografica
Secondo il censimento del 2010, c'erano 1,173 persone.

### Etnie e minoranze straniere
Secondo il censimento del 2010, la composizione etnica del villaggio era formata dal 97,3% di bianchi, lo 0,3% di afroamericani, lo 0,3% di nativi americani, lo 0,2% di asiatici, lo 0,1% di altre razze, e l'1,8% di due o più etnie. Ispanici o latinos di qualunque razza erano l'1,3% della popolazione.